# Masumi Ono
Masumi Ono (jap. 小野真澄 Ono Masumi; ur. 5 grudnia 1975) – japońska lekkoatletka specjalizująca się w skoku o tyczce.

## Osiągnięcia
- 3 medale mistrzostw Azji
  - Fukuoka 1998 - srebro
  - Dżakarta 2000 - brąz
  - Kolombo 2002 – srebro
- dwa srebrne medale igrzysk azjatyckich (Bangkok 1998 i Pusan 2002)
- 12. miejsce podczas halowych mistrzostw świata (Maebashi 1999)
- wielokrotna mistrzyni i rekordzistka Japonii

## Rekordy życiowe
- skok o tyczce (stadion) - 4,21 (2003)
- skok o tyczce (hala) - 4,30 (2002)